# 뉴턴 항등식
뉴턴 항등식(-恒等式, Newton's identities)은 멱합과 기본대칭식에 대한 항등식이다.

## 멱합, 기본대칭식
멱합 다항식 {\displaystyle s_{k}}는 {\displaystyle \textstyle \sum _{i=1}^{n}x_{i}^{k}}로 정의된 대칭다항식이다. 즉,
{\displaystyle s_{0}=n}
{\displaystyle s_{1}=x_{1}+\cdots +x_{n}}
{\displaystyle s_{2}=x_{1}^{2}+\cdots +x_{n}^{2}}
{\displaystyle \cdots }
기본대칭다항식 {\displaystyle \sigma _{k}}는 {\displaystyle \textstyle \sum _{1\leq i_{1}<\cdots <i_{k}\leq n}x_{i_{1}}\cdots x_{i_{k}}}로 정의된다. 즉,
{\displaystyle \sigma _{0}=1}
{\displaystyle \sigma _{1}=x_{1}+\cdots +x_{n}({}=s_{1})}
{\displaystyle \sigma _{2}=\sum _{1\leq i<j\leq n}x_{i}x_{j}}
{\displaystyle \cdots }
{\displaystyle \sigma _{n}=x_{1}\cdots x_{n}}
{\displaystyle \sigma _{n+k}=0,\ k>0}
기본대칭다항식은 {\displaystyle x_{1},\cdots ,x_{n}}을 근으로 하는 다항식의 계수로부터 유도된다.
{\displaystyle \prod _{i=1}^{n}(x-x_{i})=\sum _{k=0}^{n}(-1)^{k}\sigma _{k}x^{n-k}}

## 내용
임의의 대칭다항식이 기본대칭다항식의 다항식으로 표현되듯이, 멱합 다항식도 그러하다. 뉴턴 항등식은 멱합의 기본대칭식에 의한 표현하는 재귀적인 방법을 제시한다.
{\displaystyle -s_{k}=-\sigma _{1}s_{k-1}+\sigma _{2}s_{k-2}-\cdots +(-1)^{k-1}\sigma _{k-1}s_{1}+(-1)^{k}k\sigma _{k}}
우변은 마지막 항을 제외해야만 규칙적임에 주의하자. {\displaystyle k>n}이면, 뒤에 오는 몇 항이 소실되므로
{\displaystyle -s_{k}=-\sigma _{1}s_{k-1}+\sigma _{2}s_{k-2}-\cdots +(-1)^{n}\sigma _{n}s_{k-n}}
이 성립한다.

## 응용
뉴턴 항등식에 따라, 다항식의 복소수 근의 거듭제곱합
{\displaystyle s_{k}=x_{1}^{k}+\cdots +x_{n}^{k}}
및 그들로 표현되는 중근 판별식
{\displaystyle \prod _{i>j}(x_{i}-x_{j})^{2}=\det VV^{T}=\det[s_{i+j-2}]_{i,j=1}^{n}}
은 모두 다항식의 계수로도 표현된다.

## 같이 보기
- 기본 대칭 다항식
- 뉴턴의 부등식
- 대칭 함수